# Nathalie Raoul
Pour les articles homonymes, voir Raoul.
Nathalie Raoul est une costumière française.

## Théâtre
- 1997 : Tempête sur le bonheur d'Olivier Perrier, mise en scène d'Olivier Perrier
- 2006 : La Maladie de la mort de Marguerite Duras, mise en scène de Bérangère Bonvoisin
- 2006 : Tambours dans la nuit de Bertolt Brecht, mise en scène de Vincent Dhelin
- 2007 : Tendre jeudi d'après John Steinbeck, mise en scène de Mathieu Bauer
- 2009 : Tristan et ... d'après Richard Wagner, mise en scène de Mathieu Bauer
- 2012 : Une faille Saison 1 : Haut-bas-fragile de Sophie Maurer, mise en scène de Mathieu Bauer
- 2017 : Un air de famille d'Agnès Jaoui et Jean-Pierre Bacri, mise en scène d'Agnès Jaoui
- 2017 : Cuisine et Dépendances d'Agnès Jaoui et Jean-Pierre Bacri, mise en scène d'Agnès Jaoui

## Filmographie (sélection)

### Cinéma
- 1993 : Grand Bonheur de Hervé Le Roux
- 1996 : Y aura-t-il de la neige à Noël ? de Sandrine Veysset
- 1997 : La Vie de Jésus de Bruno Dumont
- 1999 : L'humanité de Bruno Dumont
- 2001 : Roberto Succo de Cédric Kahn
- 2002 : La Bande du drugstore de François Armanet
- 2004 : Rois et Reine d'Arnaud Desplechin
- 2004 : L'Œil de l'autre de John Lvoff
- 2004 : Folle embellie de Dominique Cabrera
- 2005 : Les Mauvais Joueurs de Frédéric Balekdjian
- 2006 : Mauvaise Foi de Roschdy Zem
- 2006 : Mon fils à moi de Martial Fougeron
- 2006 : La Raison du plus faible de Lucas Belvaux
- 2007 : Deux vies plus une d'Idit Cebula
- 2007 : Une journée de Jacob Berger
- 2007 : Anna M. de Michel Spinosa
- 2007 : Truands de Frédéric Schoendoerffer
- 2008 : Les Bureaux de Dieu de Claire Simon
- 2008 : Un conte de Noël d'Arnaud Desplechin
- 2009 : La Sainte Victoire de François Favrat
- 2014 : Vie sauvage de Cédric Kahn
- 2014 : Pas son genre de Lucas Belvaux
- 2014 : Son épouse de Michel Spinosa
- 2015 : Trois souvenirs de ma jeunesse d'Arnaud Desplechin
- 2016 : Bienvenue au Gondwana de Mamane
- 2016 : Orpheline d'Arnaud des Pallières
- 2016 : Elle de Paul Verhoeven
- 2023 : l'homme d'argile de Anaïs Tellenne

### Télévision
- 2016-2017 : Le Bureau des légendes (saisons 2, 3  : 20 épisodes)
- 2019 : Thanksgiving (mini-série) de Nicolas Saada

## Distinctions

### Nominations
- César 2016 : César des meilleurs costumes pour Trois souvenirs de ma jeunesse